# Madhuca multiflora
Madhuca multiflora är en tvåhjärtbladig växtart som först beskrevs av Elmer Drew Merrill, och fick sitt nu gällande namn av James Francis Macbride. Madhuca multiflora ingår i släktet Madhuca och familjen Sapotaceae.
Artens utbredningsområde är Filippinerna. Inga underarter finns listade i Catalogue of Life.